# 洗煤街道
洗煤街道，是中华人民共和国黑龙江省鸡西市滴道区下辖的一个乡镇级行政单位。

## 行政区划
洗煤街道下辖以下地区：
花园社区、河北社区、吉祥社区和西安社区。